# Philactinoposthia tenebrosa
Philactinoposthia tenebrosa är en plattmaskart som beskrevs av Ehlers och Doerjes 1979. Philactinoposthia tenebrosa ingår i släktet Philactinoposthia och familjen Actinoposthiidae. Inga underarter finns listade i Catalogue of Life.